# Irlanda, Coahuila
Irlanda är en ort i Mexiko.   Den ligger i kommunen Matamoros och delstaten Coahuila, i den centrala delen av landet, 800 km nordväst om huvudstaden Mexico City. Irlanda ligger 1 131 meter över havet och antalet invånare är 134.
Terrängen runt Irlanda är platt. Runt Irlanda är det mycket glesbefolkat, med 3 invånare per kvadratkilometer. Närmaste större samhälle är San Pedro, 3,2 km sydost om Irlanda. Omgivningarna runt Irlanda är i huvudsak ett öppet busklandskap.